# Emmanuel Todd
Emmanuel Todd (16 de maio de 1951) é um cientista político, demógrafo, historiador, sociólogo e ensaísta francês. Ele se formou no Institut d'Etudes Politiques de Paris e obteve doutorado em História pela Universidade de Cambridge (Inglaterra). Engenheiro de Pesquisas no Instituto Nacional de Estudos Demográficos (INED), a sua investigação em ciências humanas levaram a acreditar que os sistemas familiares têm um papel fundamental na história, na formação religiosa e ideologias políticas.
Sua tese de doutorado discorre sobre a antropologia da família, explorando esses conceitos que buscam elucidar a história atráves da interpretação dos elementos caracteristicos de cada familia.
Em 1976, previu o "colapso iminente" do comunismo europeu oriental na obra "La chute finale: Essais sur la décomposition de la sphère Soviétique".

## Obras
Entre as obras de Emmanuel Todd traduzidas para o português, contam-se:
- A Queda Final. A Decomposição da Esfera Soviética, Record, 1976
- O Louco E O Proletário, Ibrasa, 1981.
- A Ilusão Económica, Rio de Janeiro, Bertrand Brasil, 1999.
- A Diversidade do Mundo, Lisboa, Instituto Piaget, 2000.
- Depois Do Império, Record, 2003.
- Onde estamos, Temas e Debates, 2018.